# Скандій
Ска́ндій — хімічний елемент з символом Sc та порядковим номером в Періодичній системі 21. 

## Загальний опис
Сріблясто-білий метал, належить до групи перехідних металів, він іноді класифікується як рідкісноземельний елемент разом з ітрієм та лантаноїдами. Густина 3,020; tплав 1541 °С; tкип 2850 °С.  Існує у двох кристалічних модифікаціях: α-Sc з гексагональною ґраткою типу магнію, β-Sc з кубічною об’ємноцентрованою ґраткою, температура переходу α↔β 1336 °C. 
Його було відкрито у 1879 році за допомогою спектрального аналізу мінералів евксеніту та гадолініту зі Скандинавії.
Скандій наявний у більшості мінералів рідкісноземельних елементів та урану, але його видобувають з цих руд тільки на кількох заводах по всьому світу. Через низьку доступність і труднощі в отриманні металевого скандію, який вперше було виділено у 1937 році, тільки у 1970-х роках набув промислового значення. Позитивний ефект від легування скандієм алюмінієвих сплавів було відкрито в 1970-х роках, і його використання в таких сплавах залишається його єдиним застосуванням.
Властивості сполук скандію є проміжними між властивостями алюмінію та ітрію. Є деяка подібність між поведінкою магнію і скандію, так само як між берилієм і алюмінієм. У хімічних сполуках, елемент скандій проявляє валентність +3.

## Історія
Дмитро Менделєєв, творець періодичної системи, передбачив існування елемента "Ека-бор" з атомною масою між 40 і 48 в 1869 році. Ларс Фредрік Нільсон і його команда виявили цей елемент в мінералах евксеніт та гадолініт. Нільсон видобув 2 грами оксиду скандію високої чистоти. Він назвав елемент Скандієм (від лат. Scandia — укр. Скандинавія). Нільсон, мабуть, не знав про передбачення Менделєєва, але іншій хімік Пер Теодор Клеве підтвердив листування і передбачення Менделєєва.
Металевий скандій був отриманий вперше 1937 року шляхом електролізу з евтектичної суміші хлоридів калію, літію та скандію при 700-800 °C. Перший фунт 99 % металічного скандію було отримано 1960 року. Використовувати скандій для легування алюмінієвих сплавів почали після 1971 року. Алюміній-скандієві сплави також вивчали в колишньому СРСР.

## Поширення
За поширеністю у земній корі скандій не є дуже рідкісним. Його кларк — приблизно від 18 до 25 ppm, що схоже на поширеність кобальту (20–30 ppm). Масова частка цього елемента у земній корі — близько 10-3-6•10-4 %. За цим показником Скандій посідає 35-е місце, а за поширенням на Сонці — 23-є. Однак, скандій є дуже розпорошеним серед багатьох корисних копалин (мінералів , вугілля, торфу та сланців). Рідкісні мінерали зі Скандинавії та Мадагаскару, такі як тортвейтит, евксеніт, та гадолініт є єдиними природними джерелами концентрованого скандію. Тортвейтит може містити до 45 % скандію (у формі оксиду, землі "скандіа").
Понад 100 мінералів містять від 0,001 до 0,6 % Sc2O3.

## Ізотопи
У природі скандій міститься виключно у вигляді ізотопу 45Sc, що має спін ядра 7/2. Тринадцять радіоізотопів було описано, найстабільніші з яких 46Sc з періодом напівжиття 83,8 діб, 47Sc з періодом напіврозпаду 3,35 діб, та 48Sc з періодом напіврозпаду 43,7 годин. Усі інші  радіоактивні ізотопи мають період напіврозпаду менше 4 годин, більшість — менше 2 хвилин. Цей елемент має також п'ять ядерних ізомерів, найстабільніший серед яких 44mSc (t½ = 58,6 h).
Ізотопи скандію мають діапазон атомних мас 36Sc–60Sc. Основним шляхом розпаду ізотопів з масою, меншою ніж у природного стабільного ізотопу 45Sc, є K-захоплення, а основним видом розпаду ізотопів, важчих за 45, є бета-розпад. Зазвичай, продуктом розпаду ізотопів з вагою меншою 45Sc є ізотопи кальцію, а продуктом розкладу ізотопів з вагою більшою 45Sc є ізотопи титану.

## Одержання
Одержання скандію ґрунтується на попутному його вилученні у вигляді оксидів при гідро- і пірометалургійній переробці деяких вольфрамітових, каситеритових, рідкісноземельних (евксенітових, ксенотимових тощо), частково уранових (давидитових, бранеритових) концентратів, а також фосфатизованих кісткових залишків. Вміст Sc2O3 у фосфоритах доходить до 0,04 %; крім того, він нагромаджується в попелі кам'яного вугілля. Скандій можна добути попутно при переробці титаномагнетитових і цирконових концентратів, з відходів виробництва алюмінію і попелу вугілля. Рентабельно вилучати його з відходів переробки вольфрамітових концентратів при вмісті в них 0,04-0,05 % Sc, а також зі шлаків від переробки каситеритових концентратів при вмісті в них 0,1 % Sc. До того-ж кількість цирконію не повинна перевищувати 0,3 %.

## Виробництво
У середині ХХ ст. виробництво і споживання скандію не перевищувало кількох сотень кг. Різке його збільшення відзначається з 1980-х років. Найбільші країни-споживачі скандію: США, Японія, Франція.
Сучасне[коли?] світове виробництво скандію перебуває на рівні 2 тонни на рік (у вигляді оксиду). За часів холодної війни у Росії накопичився значний запас первинного скандію. У 2003 році тільки три родовища, постачали скандій: уранові і залізні рудники у м. Жовті Води в України, родовища рідкісних земель у Баян Про, Китай і апатитових шахтах на Кольському півострові, Росія. У будь-якому разі, зазвичай, скандій є побічним продуктом при видобуванні інших елементів і продається у вигляді окису скандію. Виробництво металічного скандію становить близько 10 кг на рік. Подібно до рідкісноземельних металів скандій після дещо складного процесу відділення від попутних елементів, переводять у оксид скандію, потім за допомогою HF у фторид. Після чого відновлюють кальцієм. Залишки кальцію зі сплаву відганяють у вакуумі та отримують чистий скандій.
Лише Мадагаскар та регіон Івланд, Норвегія мають родовища корисних копалин з високим вмістом скандію, тортвейтиту (Sc, Y)2 (Si2O7) і кольбекіту ScPO4·2Н2О, але вони не розробляються.
Відсутність надійної, безпечної, стабільної та довгострокової перспективи виробництва скандію, обмежує його комерційне застосування. Попри низький рівень використання, скандій має значні перспективи. Особливо перспективним є легування алюмінієвих сплавів 0,5 % скандію, що значно підвищує експлуатаційні якості матеріалу. Ринковий попит на кубічний діоксид цирконію, стабілізований скандієм, постійно зростає, оскільки використовується як електроліт високої ефективності в твердотілових оксидних паливних елементів.

## Аналітичні реакції
Скандій як елемент не має хромофорних властивостей, тому мало хімічних реакцій придатні для його якісного визначення. Наразі не відомо жодної аналітичної реакції, яка б давала можливість легко та надійно визначити скандій на фоні суміші інших елементів.
Найбільше значення для якісного відкриття скандію мають такі реакції:
- З Алізариновим червоним S, пурпурином та хінізаріном скандій утворює забарвлені комплекси. Варіюючи pH середовища, та використовуючи різницю в кольорах комплексів, ці барвники дозволяють виявити скандій на фоні великої кількості таких елементів як Y, La, Ce, Al, Zr, Th.
- З "реагентом-ДОТРІХАФ" було розроблено метод експрес-визначення скандію, оскільки він є найбільш селективним із багатьох досліджених.
- З саліцілальсемікарбазоном та деякими іншими реагентами скандій утворює комплекси, що легко піддаються екстракції та інтенсивно флуоресціюють. Реакції не мають високої селективності. Тому застосовуються у комбінації з методом тонкошарової та паперової хроматографії.
- Феніларсонова кислота утворює осад зі скандієм у оцтовокислому середовищі. Осад розчиняється у мінеральних кислотах, на відміну від феніларсонатів Ti, Zr, Hf, Sn. Таким чином, скандій можна виявити за наявності цих елементів. Для якісного відкриття скандію використовуються інші реагенти та методи.

Кількісне визначення скандію проводиться за допомогою титриметричних, гравіметричних та інших хімічних методів після відокремлення скандію від інших елементів. Але зараз перевага віддається спектрометричним методам аналізу на скандій.

## Застосування

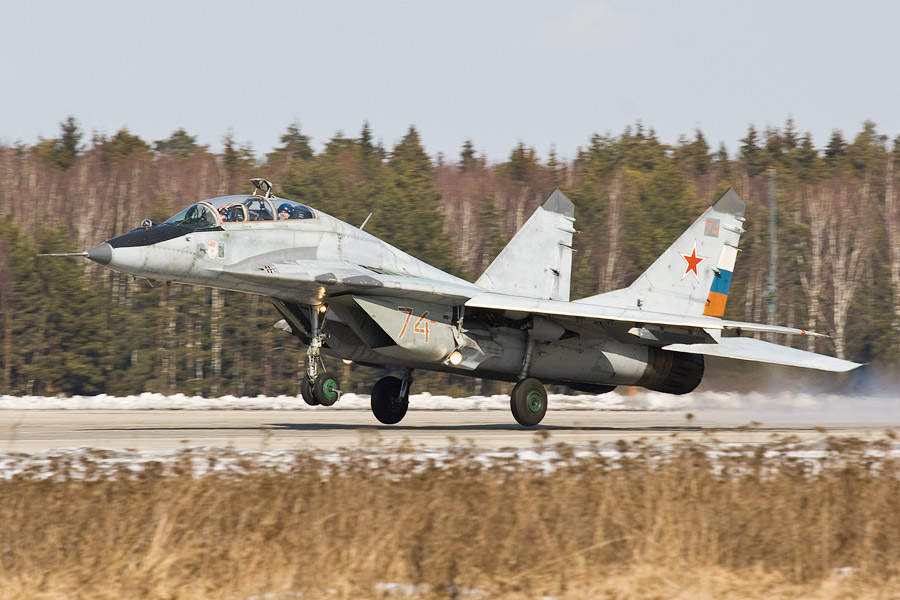
Деякі частини МІГ-29 зроблені зі зплаву Al-Sc.

Додавання скандію до алюмінію обмежує надмірне зростання металевого зерна у зоні нагріву у зварних частинах з алюмінієвих сплавів. Це має наслідком два наступних позитивних ефекти: осадження інтерметаліду Al3Sc забезпечує формування менших кристалів у сплаві Al-Sc ніж у інших сплавах алюмінію та зниження об'єму міжкристалічних зон. Обидва ці ефекти підвищують експлуатаційні якості сплавів. Однак, сплави титану, подібні за вагою та міцністю, дешевші та використовуються ширше.
Основне застосування скандію (якщо рахувати за вагою використаного металу) в алюмінієвих сплавах для деяких компонентів аерокосмічної промисловості. Ці сплави містять від 0,1 % до 0,5 % скандію. Вони використовувалися в російських військових літаках, зокрема, МіГ-21 та МіГ-29.
Деякі елементи спортивного обладнання, які потребують використання високоміцних матеріалів, іноді виробляють зі скандій-алюмінієвих сплавів, у тому числі бейсбольні бити, та велосипедні рами та інші деталі. Американська компанія-виробник вогнепальної зброї Smith & Wesson виробляє револьвери з корпусом зі сплаву скандію та циліндрами з титану або з вуглецевої сталі.
Приблизно 20 кг скандію (у вигляді Sc2O3) використовується щорічно в США для виробництва газорозрядних ламп високої інтенсивності. Йодид скандію, разом із йодидом натрію, додають у спеціальний різновид ртутних ламп, так званих метало-галогенних ламп. Ця лампа є джерелом білого світла з високим індексом передачі кольору, що досить нагадує сонячне світло та забезпечує гарну передачу кольорів телекамерами. Приблизно 80 кг скандію на рік використовується для створення таких ламп (загалом у світі). Перші метало-галогенні лампи на основі скандію було запатентовано General Electric і спочатку вироблялися у Північній Америці, хоча вони зараз виробляються у всіх великих промислово розвинених країнах. Радіоактивний ізотоп 46Sc використовується у нафтопереробній промисловості як маркірувальний агент. Тріфлат (трифторметансульфонат) скандію є кислотою Льюїса та використовується як каталізатор у органічному синтезі.

## Здоров'я та безпека
Скандій вважається неотруйним і було проведено досить мало випробувань його сполук на тваринах. Смертельну дозу (LD50) для хлориду скандію(III) стосовно щурів визначено як 4 мг/кг за внутрішньочеревного введення та 755 мг/кг за орального. У світлі цих підсумків, сполуки скандію повинні розглядатися як слабко токсичні.